# Niklas Ek

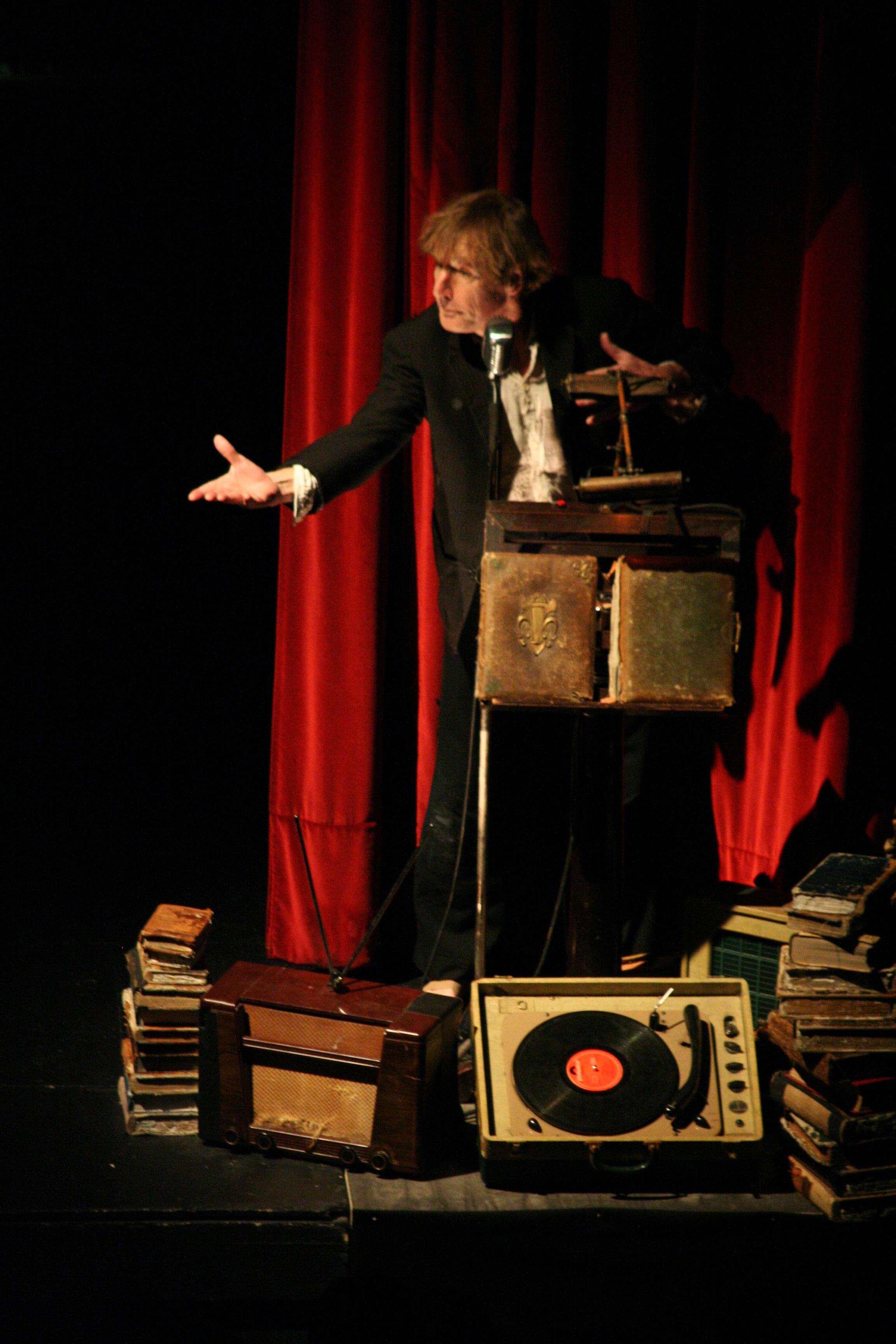
Niklas Ek i en scen ur La Veillée des Abysses av James Thierrée i Genua 2008.

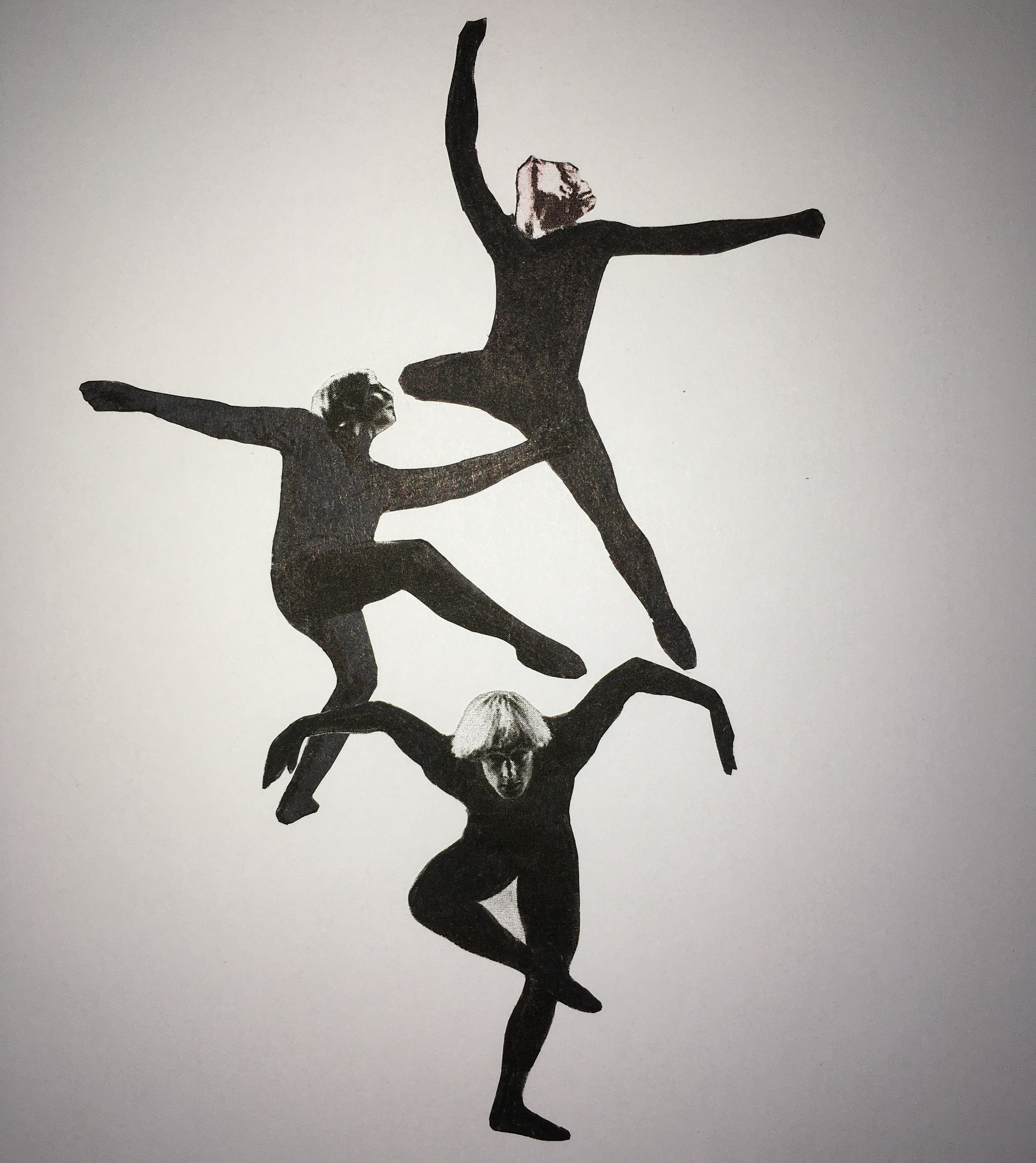
Niklas Ek 1987

Jan Niklas Ek, född 16 juni 1943 i Stockholm, är en svensk skådespelare och premiärdansör. Han är son till skådespelaren Anders Ek och koreografen Birgit Cullberg samt bror till regissören Mats Ek och skådespelaren Malin Ek. Han har bland annat varit verksam i Cullbergbaletten och på Kungliga Teatern i många år.

## Biografi
Niklas Ek började dansa som 19-åring. Han är utbildad i Stockholm och New York hos Merce Cunningham, Martha Graham och Antony Tudor. Han har medverkat i en lång rad dans- och teaterföreställningar, flera i samarbete med brodern regissören/koreografen Mats Ek i Cullbergbaletten, där han varit huvuddansare sedan starten 1967 (då första programmet uteslutande bestod av Birgit Cullbergs egna baletter, ref Riksteaterns programhäfte hösten 1987 ) och gjort de flesta manliga huvudrollerna. Däribland flera stora succéer såsom "Fröken Julie", "Eldfågeln", "Romeo och Julia", "Rött vin i gröna glas", "Rapport", "Gröna bordet", "Euridike är död" ref Riksteatern hösten 1987 och tryckta NE, Sankt Göran och Draken, Bernarda, Giselle, Soweto och Svansjön.
När Cullbergbaletten 1969 dansade i Paris vid den årliga festivalen fick de en "Etoile d'Or" och Niklas Ek utsågs som festivalens bäste dansör, ref Riksteatern hösten 1987.

### Teater och opera
Niklas Ek anställdes 1977 i Operabaletten vid Kungliga Teatern, där han var premiärdansör 1978 till 1990. .Förutom att Niklas Ek varit solist i Cullbergbaletten har han dansat och spelat på Marionetteatern, Judiska teatern och Orionteatern. Han har under många år arbetat internationellt bland annat med Jiří Kylián/NDT Netherlands Dance Theatre, Maurice Béjart/Ballet du XXe siècle i Bryssel, James Thierrée/Compagnie du Hanneton, John Neumeier/Hamburg Balett vid Hamburger Staatsoper i Hamburg, Merce Cunningham i New York och Glen Tetley Company i New York. Han har även samarbetet med Ohad Naharin, John Cranko/Fokine, José Limón, Kenneth MacMillan, och Frederick Ashton.
Som skådespelare har han uppträtt på scener som Dramaten och Stockholms stadsteater. Bland senare föreställningar på Dramaten kan nämnas medverkan i Utvandrarna (2014), Spöksonaten (2012) och i Till Damaskus (2012).

### Film och tv
Niklas Ek har också frekvent medverkat i film- och tv-produktioner genom åren. Däribland Juloratoriet (1996), Livsfarlig film (1988), Bröderna Mozart (1986) och Fröken Julie (1980). Och ett flertal baletter för SVT.

## Utmärkelser
2015 tilldelades Niklas Ek Per Ganneviks stipendium för sina insatser inom dansen med motiveringen: 
En scenkonstnär som genom rörelsen gläntar på dörren till människans bråddjup. En karaktärsdansare med fysisk kapacitet kopplad till ett rikt inre liv i ögonblicket. Med en ovanligt lång och rik scenkarriär har han, med fötterna stadigt i jorden tillgång till både det våldsamma och det ömtåliga. Niklas Ek är inte en dansare som uppträder utan en människa som dansar.

## Föreställningar i urval
- Utvandrarna (Dramaten 2014)
- Julia & Romeo (Operan, 2013
- Spöksonaten (Dramaten 2012)
- Till Damaskus (Dramaten 2012)
- Hundarna i Prag (Judiska Teatern)
- Våroffer (Operabaletten, Operan 1987)
- Svansjön (Cullbergbaletten 1987)
- Giselle (Cullbergbaletten 1982)
- Bernarda (Cullbergbaletten 1978)
- Soweto (Cullbergbaletten 1976)
- Rapport (Cullbergbaletten och Operabaletten, Operan 1976)
- Rött vin i gröna glas (Cullbergbaletten, TV2)
- Romeo och Julia (Cullbergbaletten, TV2 1969)
- Eldfågeln (Cullbergbaletten, Stadsteatern)

### Roller (ej komplett)
| År   | Roll                          | Produktion                    | Regi           | Teater          |
| ---- | ----------------------------- | ----------------------------- | -------------- | --------------- |
| 1967 | Woyzeck                       | Woyzeck Georg Büchner         | Mats Ek        | Marionetteatern |
| 2003 | Tamburmajoren Professorn Karl | Woyzeck Georg Büchner         | Stefan Larsson | Dramaten        |
| 2012 | Flickan                       | Spöksonaten August Strindberg | Mats Ek        | Dramaten        |

## Filmografi i urval
- 2006 – Wellkåmm to Verona
- 2004 – Bye Bye Blackbird
- 1996 - Rök (TV)
- 1994 – Dansaren
- 1993 - Tomtemaskinen (TV)
- 1992 - Tre danser (TV)
- 1988 – Livsfarlig film
- 1987 – Aida
- 1986 – Bödeln och skökan
- 1986 – Bröderna Mozart
- 1984 - Abbalett (TV)
- 1980 - Fröken Julie (TV)